# Abony
Abony là một thành phố thuộc hạt Pest, Hungary. Thành phố này có diện tích 127,97 km², dân số năm 2010 là 15375 người, mật độ 120 người/km².